# Staves (Arkansas)
Staves es un lugar designado por el censo ubicado en el condado de Cleveland en el estado estadounidense de Arkansas. En el Censo de 2010 tenía una población de 116 habitantes y una densidad poblacional de 18,39 personas por km².

## Geografía
Staves se encuentra ubicado en las coordenadas 34°2′1″N 92°16′50″O / 34.03361, -92.28056. Según la Oficina del Censo de los Estados Unidos, Staves tiene una superficie total de 6.31 km², de la cual 6.3 km² corresponden a tierra firme y (0.12%) 0.01 km² es agua.

## Demografía
Según el censo de 2010, había 116 personas residiendo en Staves. La densidad de población era de 18,39 hab./km². De los 116 habitantes, Staves estaba compuesto por el 97.41% blancos, el 0.86% eran afroamericanos, el 0% eran amerindios, el 0% eran asiáticos, el 0% eran isleños del Pacífico, el 0% eran de otras razas y el 1.72% pertenecían a dos o más razas. Del total de la población el 0.86% eran hispanos o latinos de cualquier raza.